# Gran Turismo (loạt trò chơi)
Gran Turismo (viết tắt là GT) là một loạt trò chơi điện tử mô phỏng đua xe nổi tiếng và giành nhiều thành công được phát triển bởi Polyphony Digital.
Chỉ được phát hành trên nền PlayStation, Gran Turismo mô phỏng diện mạo và đặc tính của phần lớn các phương tiện giao thông, gần như toàn bộ các xe ô tô có giấy phép ở trong thế giới thực. Từ khi phát hành trò chơi đầu tiên vào tháng 12 năm 1997, hơn 63 triệu bản đã được bán trên toàn thế giới trên các hệ máy PlayStation của Sony.

## Tổng quan
Gran Turismo được phát triển bởi Polyphony Digital và sản xuất bởi Yamauchi Kazunori.
Loạt Gran Turismo được đặc trưng bằng khả năng đồ họa, số lượng các phương tiện, độ chi tiết của sự mô phỏng và khả năng đa dạng về việc độ xe. Việc lái xe được làm dựa trên cảm giác thực, độ xe dựa trên các nguyên lý vật lý và âm thanh của động cơ được ghi âm từ tiếng kêu của động cơ thật ngoài đời.
Phần lớn cách chơi được lấy từ chế độ mô phỏng. Người chơi bắt đầu với việc mua một chiếc xe ở cửa hàng, tiến hành độ xe để nó có được đặc tính tốt nhất, và tham gia các giải đấu tùy thuộc vào khả năng của chiếc xe. Để có thể tham gia vào các vòng đua khó hơn, người chơi phải trải qua hệ thống kiểm tra, mà qua đó sẽ cung cấp những hướng dẫn để người chơi nâng cao kỹ năng của mình.

## Các trò chơi
| Tên                    | Năm phát hành | Nền tảng             | Số lượng xe | Số lượng đường đua | Doanh số   |
| ---------------------- | ------------- | -------------------- | ----------- | ------------------ | ---------- |
| Gran Turismo           | 1997/1998     | PlayStation          | 178         | 11                 | 10,850,000 |
| Gran Turismo 2         | 1999/2000     | PlayStation          | 650         | 27                 | 9,370,000  |
| Gran Turismo 3: A-Spec | 2001          | PlayStation 2        | 181         | 34                 | 14,890,000 |
| Gran Turismo 4         | 2005          | PlayStation 2        | 722         | 51                 | 11,060,000 |
| Gran Turismo (PSP)     | 2009          | PlayStation Portable | 835         | 55                 | 2,960,000  |
| Gran Turismo 5         | 2010          | PlayStation 3        | 1,049       | 71                 | 6,370,000  |

## Đón nhận
| Trò chơi               | GameRankings | Metacritic |
| ---------------------- | ------------ | ---------- |
| Gran Turismo           | 95.05%       | 96%        |
| Gran Turismo 2         | 92.42%       | 93%        |
| Gran Turismo 3: A-Spec | 94.47%       | 95%        |
| Gran Turismo 4         | 89.41%       | 89%        |
| Gran Turismo (PSP)     | 74.54%       | 74%        |
| Gran Turismo 5         | 84.39%       | 84%        |

Gran Turismo là một trong những loạt trò chơi nổi tiếng nhất, nhận được những sự yêu thích từ những người chơi bình thường cho đến những người chơi chuyên nghiệp. Bởi vì sự thành công của loạt trò chơi này, Kỷ lục Guinness Thế giới đã ghi nhận 7 kỷ lục của Gran Turismo trong cuốn Kỷ lục Guinness Thế giới: Phiên bản Game thủ 2008, gồm có:
1. Số lượng xe nhiều nhất trong một trò chơi đua xe
2. Trò chơi PlayStation bán chạy nhất
3. Chiếc xe cũ nhất trong một trò chơi đua xe
4. Trò chơi đua xe có nhiều hướng dẫn và chỉ thị nhất

Trong bài viết cuối cùng của tạp chí PlayStation của Anh, Gran Turismo xếp thứ 5 trong những trò chơi hay nhất mọi thời đại.